# Tanacetum balsamita
Tanacetum balsamita es una planta herbácea perenne también conocida como hierba de Santa María, balsamita y menta coca (en Chile). Es natural de Asia pero se ha naturalizado en toda Europa meridional y central.

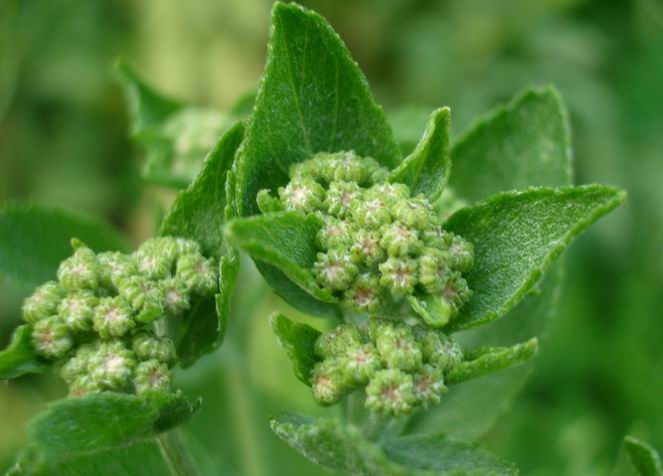
Tanacetum balsamita (cultivar)

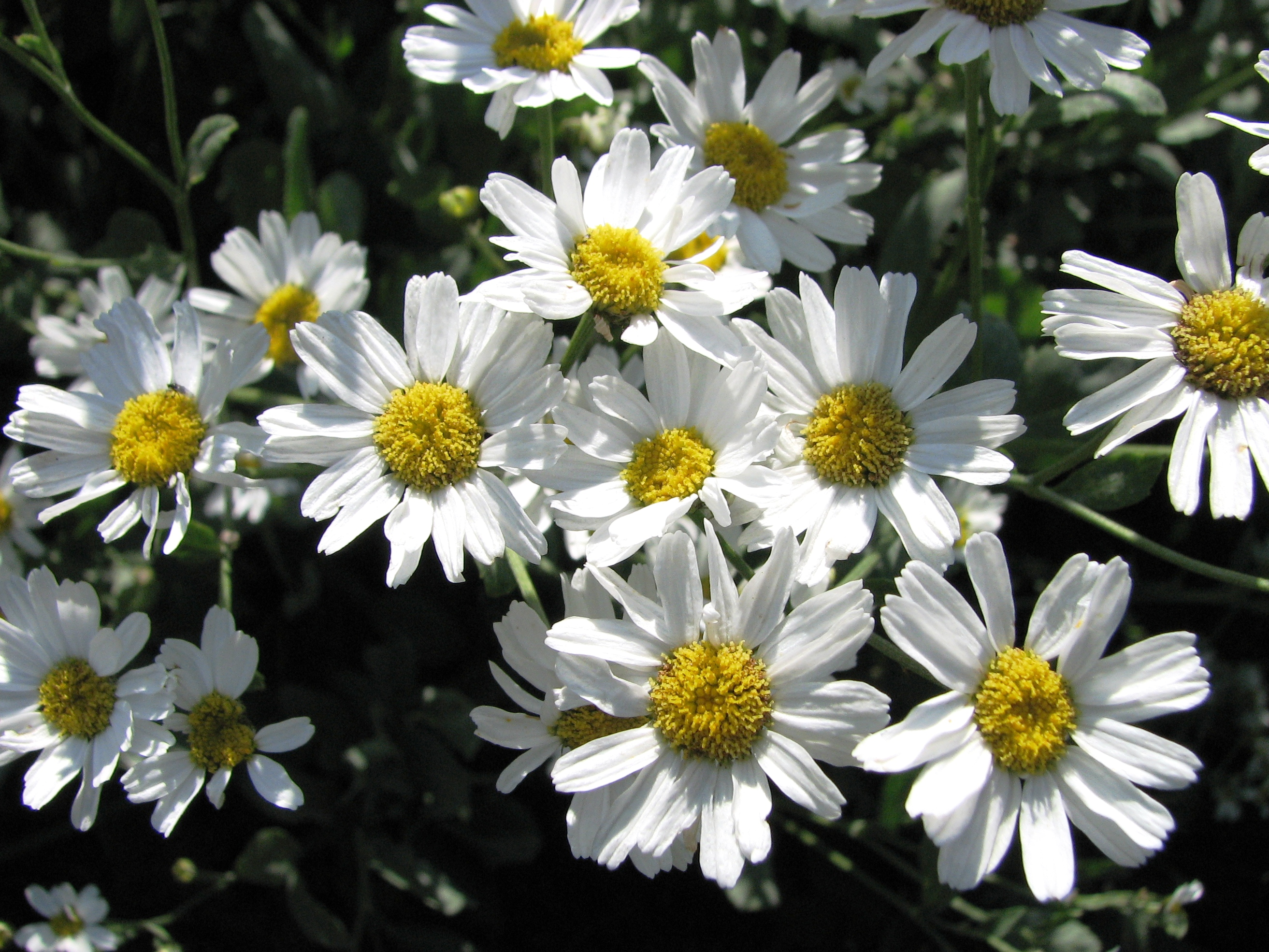
Detalle de las flores

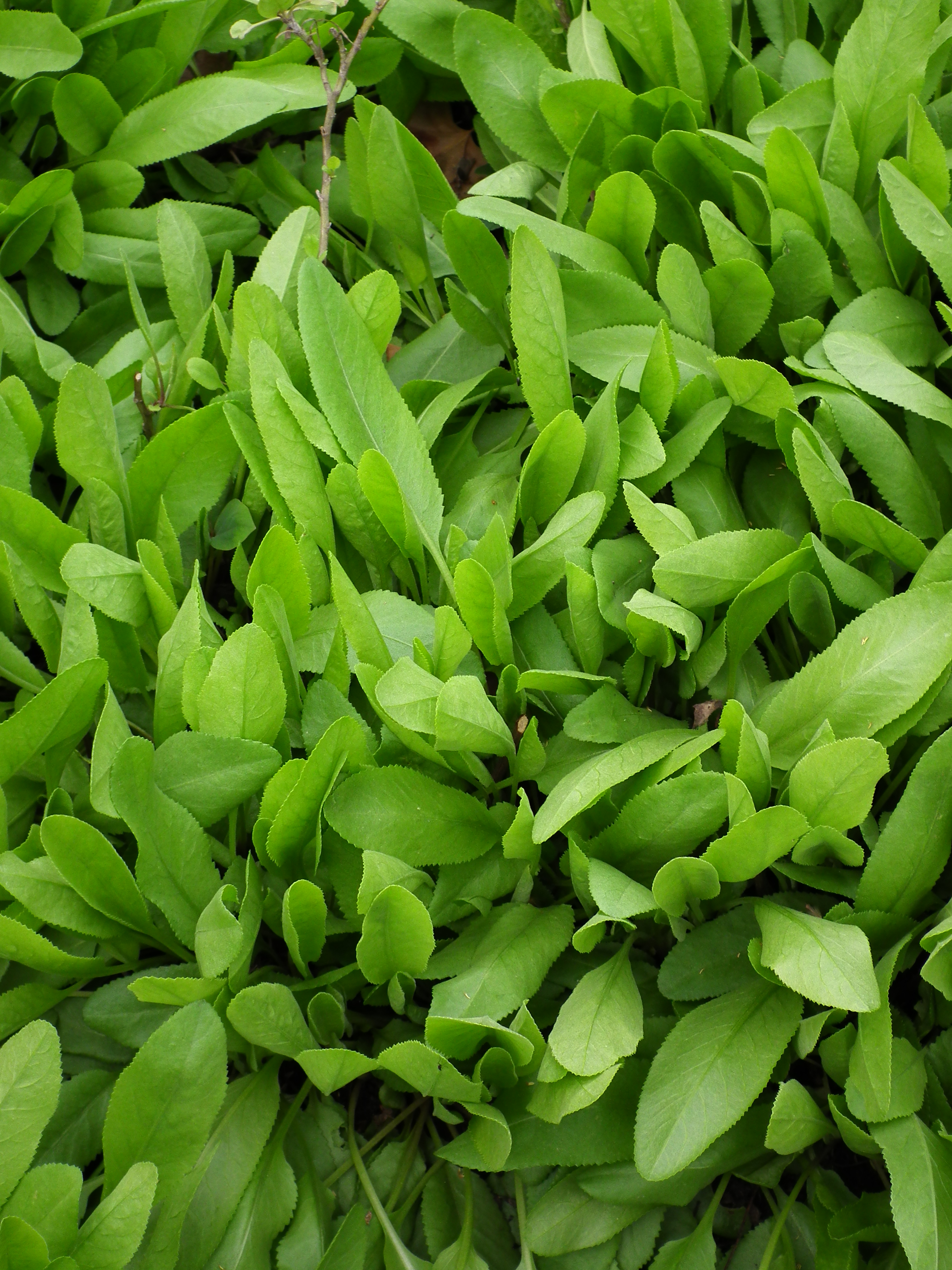
Detalle de las hojas

## Características
Es una planta herbácea que posee un tallo de 60-90 cm de altura. Las hojas inferiores son pecioladas y las superiores sésiles. Las flores son pequeñas de color amarillo agrupadas en capítulos formando un corimbo, aparecen mayormente en verano.

## Historia
El uso medicinal de la balsamita, como lo demuestra su presencia en la Capitulare de villis vel curtis imperii, una orden emitida por Carlomagno que reclama a sus campos para que cultiven  una serie de hierbas y condimentos incluyendo las "costum" identificada actualmente como Tanacetum balsamita.

## Propiedades
- Durante muchos siglos se ha estado cultivando por sus propiedades medicinales o balsámicas.
- Es recomendado por Culpeper y otros como el 'Bálsamo Herbario'.[1]

La Santa Hildegarda de Bingen, promulgada como Doctora de la Iglesia por Benedicto XVI, utilizó esta planta para remedios contra la amencia ("locura"), en el siglo XII. Véase Libro de las Causas y Remedios de las Enfermedades.
En la época medieval, Tanacetum balsamita se utilizaba para los problemas de la menstruación. En el siglo XVIII, fue clasificado como laxante, contra los problemas estomacales y como astringente. Fue recomendaban contra la melancolía y la histeria, así como la disentería y contra la enfermedad de la vesícula biliar. Las hojas de la planta se han encontrado que contiene una variedad de aceites esenciales. Un estudio español encontró que el aceite incluye carvona como el componente principal (51,5%, 41,0% y 56,9% en tres muestras), junto con pequeñas cantidades de beta-tuyona, t-dihidrocarvona, c-dihidrocarvona, dihydrocarveol isómero c-carveol y t -carveol. Es de destacar que los niveles de beta-tuyona, un tóxico cetona, fueron 9,8%, 12,5% y 12,1% en las muestras respectivas.

## Taxonomía
Tanacetum balsamita fue descrita por  (Carlos Linneo) y publicado en Species Plantarum 2: 845. 1753.
Citología
Número de cromosomas de Tanacetum parthenium (Fam. Compositae) y táxones infraespecíficos: 2n=18
Etimología
Tanacetum: nombre genérico  derivado del latín medieval "tanazita" que a su vez proviene del griego "athanasia" (= inmortal, a largo plazo), que probablemente indica la larga duración de la inflorescencia de esta planta, en otros textos se refiere a la creencia de que las bebidas a base de las hojas de esta planta confiere la vida eterna.
Sinonimia
- Balsamita balsamita (L.) Rydb.
- Balsamita balsamitoides (Sch.Bip.) Tzvelev
- Balsamita major Desf.
- Balsamita major subsp. balsamitoides (Sch.Bip.) Kerguélen
- Balsamita major var. tanacetoides (Boiss.) Moldenke
- Balsamita suaveolens Pers.
- Balsamita vulgaris Willd.
- Chamaemelum balsamita (L.) E.H.L.Krause
- Chrysanthemum balsamita L.
- Chrysanthemum balsamita (L.) Baill.
- Chrysanthemum balsamita var. tanacetoides Boiss.
- Chrysanthemum balsamitoides (Sch.Bip.) Nábělek
- Chrysanthemum grande (L.) Hook.f.
- Chrysanthemum grandiflorum (Desf.) Dum.Cours.
- Chrysanthemum majus (Desf.) Asch.
- Chrysanthemum tanacetifolium (Desr.) Dum.Cours.
- Chrysanthemum tanacetum Vis.
- Leucanthemum balsamita (L.) Over
- Matricaria balsamita (L.) Desr.
- Pyrethrum balsamita (L.) Willd.
- Pyrethrum balsamita var. tanacetoides Boiss.
- Pyrethrum balsamitoides (Nábělek) Tzvelev
- Pyrethrum majus (Desf.) Tzvelev
- Pyrethrum tanacetum DC.
- Tanacetum balsamita subsp. balsamitoides (Sch.Bip.) Grierson
- Tanacetum balsamitoides Sch.Bip.[7][8]

## Nombres comunes
- Castellano:  balsamita, balsamita mayor, balsamita olorosa,citrona(Venezuela),citronela (Venezuela), costo de los huertos, costo hortense, hierba buena romana, hierba de San Pedro, hierba de Santa María, hierba de huerto, hierba romana, hierba santa romana, hoja de romana, hoja romana, hojas de Santa María, hojicas de Santa María, menta greca, menta romana, menta sarracena, menta sarracénica, romana, salvia romana, yerba buena romana, yerba de San Pedro, yerba de Santa María, yerba romana, yerba santa romana.[9]